# Langelurillus horrifer
Langelurillus horrifer là một loài nhện trong họ Salticidae.
Loài này thuộc chi Langelurillus. Langelurillus horrifer được Rollard & Wanda Wesołowska miêu tả năm 2002.